# Sami Solh
Pour les articles homonymes, voir Solh.
Sami Solh (1890 – 1968) (سامي الصلح) est un homme d'État libanais. Fils d’une famille sunnite importante, il fut plusieurs fois député de Beyrouth et cinq fois Premier ministre (1942-43, 1945-46, 1952, 1954-55, 1956-58).
Il fut membre de la franc-maçonnerie.